# پینوس آلتوز (نیومکزیکو)
پینوس آلتوز (به انگلیسی: Pinos Altos) یک منطقهٔ مسکونی در ایالات متحده آمریکا است که در شهرستان گرنت، نیومکزیکو واقع شده‌است. پینوس آلتوز ۱۹۸ نفر جمعیت دارد و ۲٬۱۳۶٫۹۸ متر بالاتر از سطح دریا واقع شده‌است.